# Rhadinopsylla arborea
Rhadinopsylla arborea är en loppart som beskrevs av Smit 1957. Rhadinopsylla arborea ingår i släktet Rhadinopsylla och familjen mullvadsloppor. Inga underarter finns listade i Catalogue of Life.